# Franz Innerkofler
Franz Innerkofler (* 6. Januar 1834 in Sexten; † 21. Juni 1898 ebenda) war ein Tiroler Gämsenjäger und Bergführer.
Als einer der ersten Einheimischen interessierte sich Franz Innerkofler für das Bergsteigen und wurde so zu einem beliebten Führer ausländischer Gäste. Er wurde besonders durch seine Erschließungsarbeit in den Sextner Dolomiten bekannt, wo er vorwiegend mit dem Wiener Alpinisten Paul Grohmann mehrere Erstbesteigungen durchführen konnte. So nahm er unter anderem die Erstbesteigungen der Dreischusterspitze, des Langkofels und der Großen Zinne (alle 1869) sowie des Paternkofels (1882) vor.